# Hubert Spannring
Hubert Spannring (* 23. September 1862 in Heiligenstatt; † 1. Januar 1930 in Salzburg) war ein österreichischer Bildhauer und Schulleiter.

## Leben
Der Sohn eines Försters begann ein Bildhauerstudium an der Staatsgewerbeschule in Salzburg. Von 1882 bis 1886 war er an der Wiener Kunstgewerbeschule bei dem Bildhauer Otto König. Ab 1886 war er Lehrer an der Fachschule für die Holzindustrie in Villach, 1903 übernahm er die Leitung der Fachschule für Zeichnen und Modellieren in St. Ulrich in Gröden. 1907 wurde er Direktor der Fachschule für Holz- und Steinbearbeitung (HTBLA Hallein) in Hallein, welche er in den Folgejahren grundlegend modernisierte. Er ging 1915 in den Ruhestand und übersiedelte nach Salzburg. Er betrieb dort gemeinsam mit seiner Tochter Luise (1894–1982) eine Werkstätte.
Er schuf Grabdenkmäler, Porträtmedaillons und -büsten die er in verschiedenen Materialien (Holz, Gips, Stein, Terrakotta) ausführte. Sehr bekannt ist das Denkmal des Landesverteidigers Josef Struber am Pass Lueg (1898, Bronze). In späteren Jahren wandte er sich der Krippenbaukunst zu. Er restaurierte 1925 die Krippe im Salzburger Dom und fertigte 1927 Krippen für die Kirchen in Weißbach bei Lofer und Faistenau an. Von ihm stammen auch die Porträtreliefs des Landeshauptmannes Alois Winkler in Grafenhof (Landesklinik St. Veit im Pongau) und im Gewerbeförderungsinstitut.

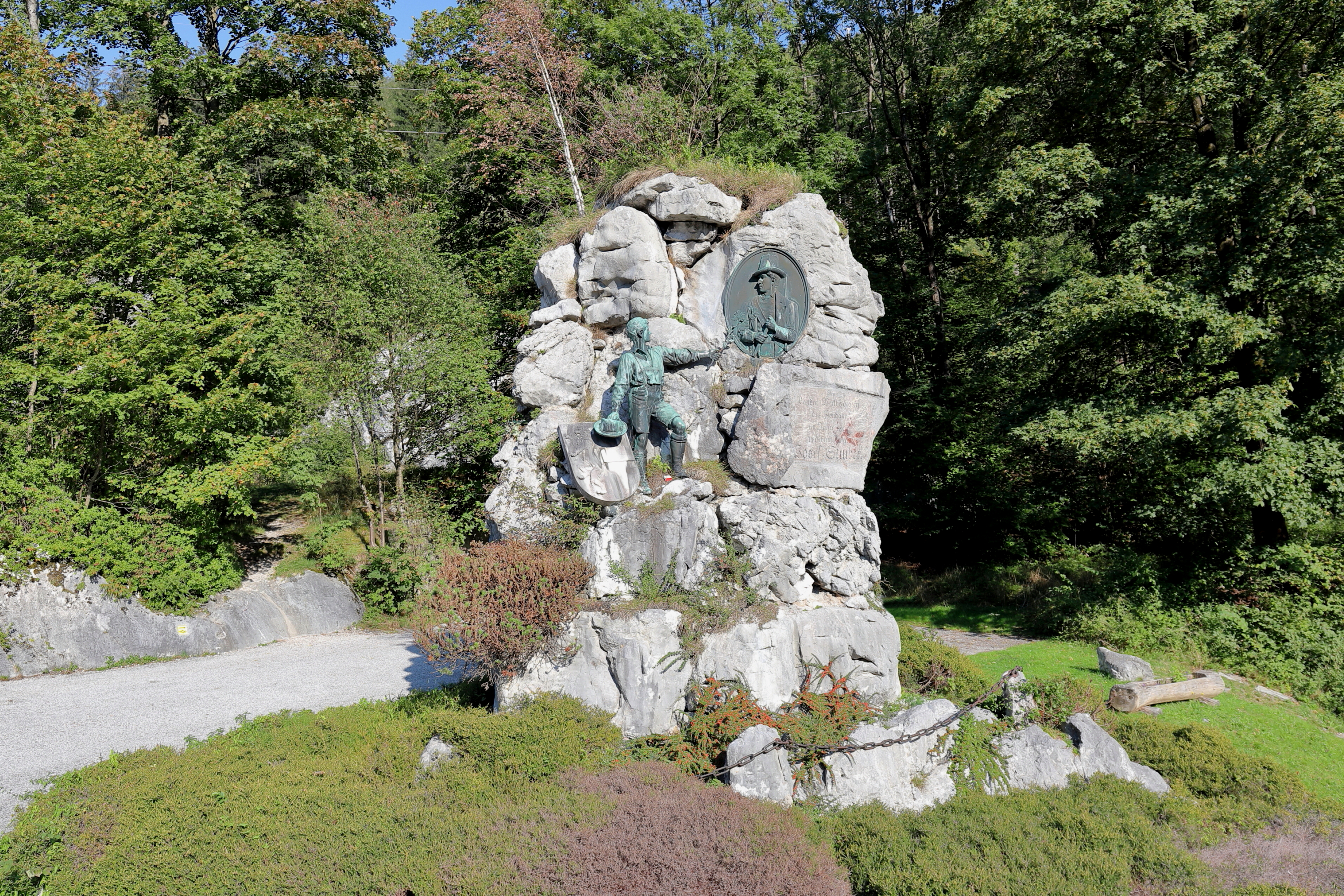
Struber-Denkmal

Spannring wurde als großes organisatorisches Talent geschätzt und in vielen Gremien und Vereinen tätig. Er war im Salzburger Gewerbeförderungsinstitut und im Kunstverein tätig, wo er ab 1886 wiederholt in den Jahresausstellungen vertreten war. Ab 1924 war er Mitglied in der Gesellschaft für Salzburger Landeskunde, 1929 ist seine Mitgliedschaft im Haus der Natur nachweisbar.
Spannring wurde vielfach ausgezeichnet, unter anderem 1902 Professor, 1908 Ritterkreuz des Franz-Joseph-Ordens, 1914 k. Rat, 1929 Silbernes Ehrenzeichen der Republik Österreich.
Hubert Spannring war auch ein erfolgreicher Ruderer und Ehrenmitglied im Ruderverein Villach.